# 特拉氏光黑腹菌
特拉氏光黑腹菌（学名：Alpova trappei）是属于牛肝菌目黑腹菌科光黑腹菌属的一种担子菌。该种分布于中国、美国等地。